# イオニア郡 (ミシガン州)
イオニア郡（英: Ionia County）は、アメリカ合衆国ミシガン州ロウアー半島の中央部に位置する郡である。2010年国勢調査での人口は63,905人であり、2000年の61,518人から3.9%増加した。郡庁所在地はイオニア市（人口11,394人）であり、同郡で人口最大の都市でもある。
イオニア郡は1郡のみでイオニア小都市圏を構成している。より広域的には、グランドラピッズ・ワイオミング・マスキーゴン広域都市圏に属している。イオニア郡庁舎は南ミシガンの著名建築家クレア・アレンが設計した。

## 歴史
イオニア郡は1831年にマキナック郡の一部と未編入領域を合わせて設立された。郡名は小アジア、今日ではトルコ領となっている古代ギリシャの領域に因んで名付けられた。

## 地理
アメリカ合衆国国勢調査局に拠れば、郡域全面積は580.23平方マイル (1,502.8 km2)であり、このうち陸地573,21平方マイル (1,484.6 km2)、水域は7.02平方マイル (18.2 km2)で水域率は1.21%である。

### 主要高規格道路
- 州間高速道路96号線
- ミシガン州道21号線
- ミシガン州道44号線
- ミシガン州道50号線
- ミシガン州道66号線
- ミシガン州道91号線

### 隣接する郡
- グラティオット郡 - 北東
- モンカルム郡 - 北
- クリントン郡 - 東
- ケント郡 - 西
- イートン郡 - 南東
- バリー郡 - 南西

## 人口動態
以下は2000年の国勢調査による人口統計データである。
| 基礎データ - 人口: 61,518人 - 世帯数: 20,606 世帯 - 家族数: 15,145 家族 - 人口密度: 41人/km2（107人/mi2） - 住居数: 22,006軒 - 住居密度: 15軒/km2（38軒/mi2） 人種別人口構成 - 白人: 91.96% - アフリカン・アメリカン: 4.56% - ネイティブ・アメリカン: 0.56% - アジア人: 0.32% - 太平洋諸島系: 0.01% - その他の人種: 1.04% - 混血: 1.55% - ヒスパニック・ラテン系: 2.78% 先祖による構成 - ドイツ系：29.0% - アメリカ人：14.7% - イギリス系：11.6% - アイルランド系：8.9% - オランダ系：5.3% 言語による構成 - 英語：96.3% - スペイン語：2.6% | 年齢別人口構成 - 18歳未満: 26.95% - 18-24歳: 11.5% - 25-44歳: 31.0% - 45-64歳: 20.5% - 65歳以上: 10.0% - 年齢の中央値: 33歳 - 性比（女性100人あたり男性の人口） - 総人口: 115.2 - 18歳以上: 120.4 世帯と家族（対世帯数） - 18歳未満の子供がいる: 38.1% - 結婚・同居している夫婦: 58.7% - 未婚・離婚・死別女性が世帯主: 10.1% - 非家族世帯: 26.5% - 単身世帯: 21.9% - 65歳以上の老人1人暮らし: 8.9% - 平均構成人数 - 世帯: 2.70人 - 家族: 3.15人 | 収入と家計 - 収入の中央値 - 世帯: 43,074米ドル - 家族: 49,797米ドル - 性別 - 男性: 36,995米ドル - 女性: 25,443米ドル - 人口1人あたり収入: 17,451米ドル - 貧困線以下 - 対人口: 8.7% - 対家族数: 6.8% - 18歳未満: 10.4% - 65歳以上: 8.1% |

## 郡政府
郡政府は郡監獄の運営、地方道の維持、地方裁判所の運営、権利譲渡と抵当権設定記録など重要記録の維持、公衆衛生規制の管理、福祉など社会サービスの項目で州の施策への参加を行う。郡政委員会は予算を管理するが、法や条例を作るのは限定付き権限である。ミシガン州では、警察と消防、建設と区画割、税評価、街路維持など地方政府の大半機能は個々の都市と郡区の責任である。

## 郡区
イオニア郡は下記16の郡区に分割されている。
| - バーリン - ボストン - キャンベル - ダンビー | - イーストン - イオニア - キーン - ライアンズ | - ノースプレーンズ - オデッサ - オレンジ - オーリンズ | - オティスコ - ポートランド - ロナルド - シベワ |

## 都市と町
| 都市 - ベルディング - イオニア - 郡庁所在地 - ポートランド | 村 - クラークスビル - ハバーズトン（部分） - レイクオデッサ - ライアンズ | - ミュア - ピワモ - サラナック |